# Tethya gigantea
Tethya gigantea är en svampdjursart som först beskrevs av Lendenfeld 1888.  Tethya gigantea ingår i släktet Tethya och familjen Tethyidae. Inga underarter finns listade i Catalogue of Life.